# João Oliveira (homme politique)
Pour les articles homonymes, voir João Oliveira.
João Guilherme Ramos Rosa de Oliveira, né le 9 juillet 1979 à Évora, est un avocat et homme politique portugais, membre du Parti communiste (PCP). 

## Biographie
Il est député à l'Assemblée de la République pour le Parti communiste portugais, de 2007 à 2022, élu par la circonscription d'Évora, sur les listes de la Coalition démocratique unitaire. Il n'est pas réélu aux élections législatives de 2022, car la CDU perd le siège qu'elle détenait à Évora au profit du Parti social-démocrate, pour la première fois depuis 1976.
Oliveira est candidat pour la CDU aux élections européennes de 2024 et est élu député européen pour la dixième législature.